# Michel Bounan
 (juin 2010).
Œuvres principales
- Le Temps du Sida, 1990
- La Vie innommable, 1993
- L'Art de Céline et son Temps, 1997
- Logique du terrorisme, 2003
- La Folle histoire du monde, 2006

Michel Bounan, né le 5 juin 1942 à Créteil et mort le 11 novembre 2019 dans le 4e arrondissement de Paris, est un médecin, homéopathe et essayiste français proche de la critique situationniste. Un temps médecin de Guy Debord, il a entretenu une correspondance avec lui dans les années 1990.

## Origine du sida
En 1990, dans son livre Le Temps du sida, Michel Bounan émet une hypothèse qui lierait le sida aux conditions sociales engendrées par l'économie marchande moderne et au rôle des cofacteurs environnementaux dans le développement de cette maladie. Selon lui, les continuelles agressions physiques et psychologiques par de nombreuses pollutions chimiques et produits médicaux, les vaccinations dans les pays du tiers monde, compromettraient les défenses naturelles du corps. Cette théorie se rattache aux autres théories liées à la contestation de la responsabilité du VIH dans le sida.

## L'Art de Céline et son temps
En 1997, Michel Bounan publie L'Art de Céline et son temps, où il défend l'idée selon laquelle Louis-Ferdinand Céline était un agent provocateur déguisé en libertaire au service de l'ordre établi. Pour Bounan, l'antisémitisme de Céline, comme auparavant les Protocoles des sages de Sion, est une entreprise de manipulation visant à détourner l'agitation révolutionnaire qui menace l'édifice social vers une cible neutre, les Juifs,.

## Sans valeur marchande
Dans cet essai publié en 2000, puis réédité en 2001 dans une version augmentée d'un nouveau chapitre (Remarques sur l'écologie marchande), Michel Bounan explique le sens de la science et de l'art dans les anciennes civilisations traditionnelles et holistes, une science et un art qui n'ont rien en commun avec la science et les arts des sociétés marchandes. Bounan critique les positions de l'Encyclopédie des Nuisances.

## Logique du terrorisme
Logique du terrorisme, publié en 2003, retrace l'histoire du terrorisme en reprenant certaines thèses de Guy Debord et Gianfranco Sanguinetti sur le sujet. Michel Bounan décrit le système mafieux de l'Italie du 19e siècle, qui pratiquait le terrorisme contre des cibles qui refusaient de se soumettre, tout en leur proposant des services de protection contre le terrorisme. Il étend cette analyse aux gouvernements qui, pour défendre leur existence contre leurs populations hostiles, instrumentalisent le terrorisme et instaurent des lois répressives contre leurs populations sous couvert de protection contre ce terrorisme. Sans nier l'existence des terroristes, il examine comment les gouvernements les ont armés et médiatisés au cours des 19e et 20e siècle. 

## Œuvres
Tous les livres de Michel Bounan ont été publiés par les Éditions Allia.
- 1990 : Le Temps du sida, Allia  (ISBN 978-2-90423-527-6)
- 1993 : La Vie innommable,  (ISBN 2-84485-025-1)
- 1993 : Êtes-vous un homme de votre temps ?
- 1995 : Incitation à l'autodéfense,  (ISBN 2-911188-07-1)
- 1997 : L'Art de Céline et son temps,  (ISBN 2-911188-76-4)
- 1999 : L'Impensable, l'Indicible, l'Innommable[10],  (ISBN 978-291-118897-8)
- 2001 : Sans valeur marchande,  (ISBN 978-2844850607)
- 2003 : Logique du terrorisme,  (ISBN 2-84485-129-0) ; réédition en 2011
- 2006 : La Folle histoire du monde,  (ISBN 2-84485-224-6)
- 2015 : L'Or du temps,  (ISBN 979-1-03040-024-3)
- 2025 : À reprendre au commencement,  (ISBN 9791030418934) ; recueil des œuvres complètes de Michel Bounan.

### Préfaces
- 1992 : L'État retors (préface au Dialogue aux enfers entre Machiavel et Montesquieu de Maurice Joly),  (ISBN 978-2-90423-549-8)
- 1992 : Préface au Manuel de civilité pour les petites filles à l'usage des maisons d'éducation de Pierre Louÿs,  (ISBN 978-2-91118-825-1)
- 1998 : Préface à Volontiers, je la décrirais de Jacques Poulain, Éditions Sulliver,  (ISBN 2-91119-936-7)
- 2008 : Préface à la réédition d'Alchimie de René Alleau,  (ISBN 978-2-84485-294-6)

### Correspondance
- Les lettres que Guy Debord adressa à Michel Bounan sont réunies dans le volume 7 de la Correspondance de Debord (Fayard, 2008).